# Gallia Cisalpina
Gallia Cisalpina egyike volt a római provinciáknak a Római Birodalomban. Nagyjából a mai Észak-Olaszország területén feküdt. A latin elnevezés jelentése: az a Gallia, amely az Alpokon innen van. Néha Provincia Ariminum-ként is említik. Gallia Transpadana azt a részét jelölte a provinciának, amely az Alpok és a Pó folyó közt helyezkedett el. A provinciát Mutinából (a mai Modena) kormányozták. (I. e. 73-ban Spartacus seregei itt győzték le Lucius Cassius Longinus, a provincia helytartója hadát.)
Octavianus asszimilációs törekvései keretében a második triumvirátus idején a provinciát Itáliába olvasztották (i. e. 42). Korábban a határa egy kis folyó, a Rubicon volt.
A provincia megszüntetését valószínűleg egy új törvénnyel oldották meg, amelynek egyes részeit megőrizte a Parma múzeumában őrzött bronztábla. A fennmaradt szöveg a bírók kinevezéséről ír, és említ egy mutinai praefectust is.
Gallia Cisalpina leghíresebb szülötte Vergilius költő volt.

## Lásd még
Gallia Transalpina